# Gjógv
Gjógv (tidligere dansk navn: Gjov og endnu ældre Fundingsgjov) er en bygd på Færøerne, ved den yderste nordøstkyst af Eysturoy, 67 kilometer fra Tórshavn.
Gjógv er en gammel fiskerbygd med den store kløft, som har givet navnet til bygden.
Gjógv er kendt for sine maleriske huse, den flotte natur og sin landingsplads, der ligger beskyttet i en slugt, færøsk Gjógv, som bygdenavnet også har sin oprindelse efter. Landingspladsen var livsnerven før vejen kom til Eiði  i 1959 og til Funningur i 1964. 
Om vinteren er vejen fra Eiði til Gjógv ofte lukket på grund af store snedriver og snefygning, mens den anden vej fra Funningur er overvejende farbar hele året.
I bygden findes et fiskeriopdræt, en betonelementfabrik og et hotel.
Skolen i Gjógv stammer fra 1883. Den er bygget i kampesten og husede tidligere op mod 50 elever; i dag er den nedlagt. Den gamle dansestue blev renoveret og udvidet 1956 og 1986 og fungerer nu som bygdens forsamlingshus.
Mange af bygdens huse bruges mest som sommerhuse. Det nye sommerhusområde, Fornagarður, tæller 19 sommerhuse, og i 2014 anlagdes campingpladsen Flatnagarður.

## Geografi
Selve Gjógv ligger ved en naturlig kløft (gjógv på færøsk). Denne fungerer som en lille naturhavn beskyttet mod vejr og vind. De højeste fjelde Slættaratindur (882 meter) og Gráfelli (857 meter) ligger mellem bygderne Eiði og Gjógv. Nordvest for Gjógv findes dalen Ambadalur. Ud for kysten på dette sted findes den største fritstående klippesøjle (188 meter) på Færøerne Búgvin, hvor der yngler Búgvin yngler mange havfugle. Øst for Gjógv findes fjeldene Tyril (535 meter) og Middagsfjall (601 meter). Fra begge fjelde er der en flot udsigt over fjorden Funningsfjørður.

## Historie
Gjógv er første gang nævnt i skriftlige kilder som Norður við Gjógv i jordebogen fra 1584.

1972 blev der overfor kirken anlagt et mindesmærke for dem der ikke kom tilbage fra havet. Deres navne er står på en række af plaketter, placeret bag skulpturen med moderen og hendes to børn, som venter på at husbonden og faderen kommer hjem. Skulpturen i bronze blev i 1971 skabt af billedhuggeren Fridtjof Joensen (1920-1988).
1982 blev vandrehjemmet Gjárgarden bygget. Fra 2004 har det fungeret som hotel.
Den  22. juni 2005 blev bygden besøgt af Kronprins Frederik og Kronprinsesse Mary. To ældre indbyggere – Rita og Kristian – havde den originale idé at placere en bænk med en pragtfuld udsigt til kløften og havet. Mary havde den ære, at indvie den, og lige siden har bænken haft navnet "Marys Bænk".

## Kirken
Da Gjáar kirkja blev indviet 26. maj 1929 foregik gudstjenesten på færøsk, for første gang i den færøske kirkehistorie. Før kirken blev bygget, var Funnings kirkja i Funningur bygdens kirke. Gjáar kirkja er bygget af beton og er hvidkalket med grøn metal tag. Mod vest er opført et tårn (med pyramidetag), der står lidt ud fra vestgavlen. Indgangen til kirken er i vestgavlen og kirken har 6 rundbuede vinduer i hver side.

## Turisme
Gjógv er mest kendt for naturhavnen med færøbådene der sejler helt ind i bunden af slugten, hvorefter de via en rampe trækkes op, så de ligger beskyttet, fri af bølgerne. Naturhavnen er sandsynligvis allerede blevet benyttet i vikingetiden. Langs kløftens sider er det mulig fra juni til august at observere lunderne når de kommer frem fra deres huler og flyver ud på havet efter føde til ungerne. Der er vandrestier op til fjeldene, både nord og vest for byen.
Stórá, som deler Gjógv i to, har altid været en yndet legeplads for børnene. Det er populært at ro med tømmerflåde og gummibåde i den lille dam midt i bygden.
Den gamle købmandsbutik fra 1883, er om sommeren åben som butik og cafe. Den formidler også bådture med de lokale fiskere og vandreture ud til fuglefjeldene. Det tager ca. 2 timer at vandre ud til Djúpini og Búgvin. Búgvin er en 188 meter fritstående klippe med et rigt fugleliv.
Hotellet Gjáargarð fra 1984, har ca. 30 værelser, restaurant, fest og konferencelokaler og der er muligt at leje et feriehus i nærheden af hotellet. Fra 1. marts til 1. september er hotellet åbent for overnattende gæster. 2014 blev der ved siden af hotellet anlagt en campingplads.

## Galleri
| - Gjógv Kirke - Bygden Gjógv med åen Stórá i forgrunden. - Gjógv om vinteren |

## Kendte personer fra Gjógv
- Hans Jacob Debes (1940–2003), historiker og politiker (TF)
- Hans Jacob Joensen (1938–2021), præst og tidligere biskop
- Sigurð Joensen (1911–1993), forfatter og politiker (TF)
- Heðin M. Klein (1950–), lærer og politiker (TF)